# Code Red (DJ Jazzy Jeff & the Fresh Prince)
Code Red è il quinto e ultimo album discografico in studio del duo hip hop DJ Jazzy Jeff & the Fresh Prince, pubblicato nel 1993.

## Tracce
1. Somethin' Like Dis – 4:08
2. I'm Looking for the One (To Be with Me) – 4:35
3. Boom! Shake the Room – 3:49
4. Can't Wait to Be with You (feat. Christopher Williams) – 3:51
5. Twinkle Twinkle (I'm Not a Star) – 5:23
6. Code Red – 3:30
7. Shadow Dreams – 4:05
8. Just Kickin' It – 4:11
9. Ain't No Place Like Home – 5:08
10. I Wanna Rock – 6:19
11. Scream – 4:31
12. Boom! Shake the Room (Street Remix) – 4:30

## Formazione
- DJ Jazzy Jeff
- Will Smith